# Municipio de Sawyer
El municipio de Sawyer (en inglés: Sawyer Township) es un municipio ubicado en el condado de Ward en el estado estadounidense de Dakota del Norte. En el año 2010 tenía una población de 183 habitantes y una densidad poblacional de 1,99 personas por km².

## Geografía
El municipio de Sawyer se encuentra ubicado en las coordenadas 48°4′7″N 101°5′19″O / 48.06861, -101.08861. Según la Oficina del Censo de los Estados Unidos, el municipio tiene una superficie total de 92.08 km², de la cual 91,94 km² corresponden a tierra firme y (0,15 %) 0,14 km² es agua.

## Demografía
Según el censo de 2010, había 183 personas residiendo en el municipio de Sawyer. La densidad de población era de 1,99 hab./km². De los 183 habitantes, el municipio de Sawyer estaba compuesto por el 96,17 % blancos, el 0,55 % eran amerindios y el 3,28 % eran de una mezcla de razas. Del total de la población el 1,64 % eran hispanos o latinos de cualquier raza.